# Associação de Futebol de Coimbra
Associação de Futebol de Coimbra (AFC) é o organismo que tutela as competições, clubes e atletas do Distrito de Coimbra. Foi fundada em 22 de Outubro de 1922.

## Sede
A Associação de Futebol de Coimbra é sediada em Coimbra no Estádio Municipal Sérgio Conceição na Rua de S.Lourenço em Taveiro.

## Competições
Atualmente, a Associação de Futebol de Coimbra organiza vários Campeonatos Distritais de Futebol e Futsal.

## Órgãos Sociais
Presidente: Horácio André Antunes
Vice-Presidente: Gabriel Francisco Ferreira Fernandes
Conselho de Justiça:
Presidente:  Fernando Oliveira Simão
Vice-Presidente: Carlos Manuel Navega Moreira
Conselho de Disciplina:
Presidente: Fernando Manuel Vieira dos Santos Lopes
Conselho Técnico:
Presidente: António Eduardo Ferreira Gravato
Vice-Presidente: João Miguel Sousa Henriques
Conselho Fiscal:
Presidente: Carlos Manuel Simões Alves António
Vice-Presidente: José Vilela Simões Roseiro
Conselho de Arbitragem:
Presidente:  Roberto Carlos Laranjeira Rodrigues
Vice-Presidente: João Paulo Vicente Pereira Santos

## Competições AF Coimbra
Até à época de 2022/23, o vencedor da divisão de honra ganhava a promoção para o Campeonato de Portugal.
A partir da época de 2023/24 passou a ser criada uma nova divisão (Divisão de Elite), acima da divisão de honra.
| Temporada | Divisão Elite          | Divisão Honra                    | 1ª Divisão         | Taça               | Supertaça       |                   |                   |                 |
| --------- | ---------------------- | -------------------------------- | ------------------ | ------------------ | --------------- | ----------------- | ----------------- | --------------- |
| 2024/25   | Naval (1)              | Penelense                        | Lousanense         | Ançã               | Ançã            |                   |                   |                 |
| 2023/24   | Marialvas (4)          | Pedrulhense                      | Ala-Arriba         | Tocha              | Marialvas       |                   |                   |                 |
| Temporada | Divisão Honra          | 1ª Divisão Apuramento de Campeão | 1ª Divisão Série A | 1ª Divisão Série B | Taça            | Taça Encerramento | Trofeu Braga Cruz | Supertaça       |
| 2022/23   | União 1919 (1)         | Pedrulhense                      | Poiares            | Cova-Gala          | Tocha           | Febres            | Vinha Rainha      | União 1919      |
| 2021/22   | Vigor Mocidade (3)     | Sourense                         | Pedrulhense        | Sourense           | Marialvas       | Brasfemes         | Sanjoanense       | Vigor Mocidade  |
| 2020/21   | Vigor Mocidade (2)     | Não se realizou                  | Não se realizou    | Não se realizou    | Não se realizou | Não se realizou   | Não se realizou   | Não se realizou |
| 2019/20   | Cancelado              | Não se realizou                  | Cancelado          | Não se realizou    | Cancelado       | Cancelado         | Cancelado         | Cancelado       |
| 2018/19   | Condeixa (1)           | Vinha Rainha                     | Moinhos            | Vinha Rainha       | Condeixa        | São Silvestre     | Mirandense        | Sourense        |
| 2017/18   | Oliv. Hospital (4)     | Naval 1893                       | Poiares            | Naval 1893         | Condeixa        | Gois              | -                 | Condeixa        |
| 2016/17   | Sourense (3)           | Arganil                          | Não se realizou    | Não se realizou    | Tocha           | Não se realizou   | -                 | Sourense        |
| 2015/16   | Carapinheirense (2)    | Lousanense                       | Não se realizou    | Não se realizou    | Carapinheirense | Não se realizou   | -                 | Carapinheirense |
| 2014/15   | Académica-SF (1)       | -                                | Os Águias          | Não se realizou    | Vigor Mocidade  | Não se realizou   | -                 | Vigor Mocidade  |
| 2013/14   | Oliv. Hospital (3)     | -                                | Académica “B”      | Não se realizou    | Febres          | Marialvas         | -                 | Oliv. Hospital  |
| 2012/13   | Carapinheirense (1)    | -                                | Gândara            | Não se realizou    | Eirense         | -                 | -                 | Carapinheirense |
| 2011/12   | Penelense (1)          | -                                | União FC           | Moinhos            | Penelense       | -                 | -                 | Penelense       |
| 2010/11   | Oliv. Hospital (2)     | -                                | Touring            | -                  | Ançã            | -                 | -                 | -               |
| 2009/10   | AD Nogueirense (3)     | -                                | Ançã               | -                  | Nogueirense     | -                 | -                 | -               |
| 2008/09   | AD Nogueirense (2)     | -                                | Académica SF       | -                  | Não se realizou | -                 | -                 | -               |
| 2007/08   | Vigor Mocidade (1)     | -                                | Touring            | -                  | Vigor Mocidade  | -                 | -                 | -               |
| 2006/07   | Lousanense (4)         | -                                | Arganil            | -                  | Vigor Mocidade  | -                 | -                 | -               |
| 2005/06   | Gândara (1)            | -                                | Eirense            | -                  | Nogueirense     | -                 | -                 | -               |
| 2004/05   | Marialvas (3)          | -                                | Ala-Arriba         | -                  | Poiares         | -                 | -                 | -               |
| 2003/04   | Mirandense (3)         | -                                | Ançã               | -                  | Tourizense      | -                 | -                 | -               |
| 2002/03   | Tourizense (3)         | -                                | Académica SF       | -                  | Lousanense      | -                 | -                 | -               |
| 2001/02   | Tocha (2)              | -                                | Não se realizou    | -                  | Cadima          | -                 | -                 | -               |
| 2000/01   | Ala-Arriba (3)         | -                                | Paço               | -                  | Lousanense      | -                 | -                 | -               |
| 1999/00   | Lousanense (3)         | -                                | Não se realizou    | -                  | Penelense       | -                 | -                 | -               |
| 1998/99   | Mirandense (2)         | -                                | Não se realizou    | -                  | -               | -                 | -                 | -               |
| 1997/98   | Tourizense (2)         | -                                | Penelense          | -                  | -               | -                 | -                 | -               |
| 1996/97   | AD Nogueirense (1)     | -                                | -                  | -                  | -               | -                 | -                 | -               |
| 1995/96   | Tabuense (3)           | -                                | -                  | -                  | -               | -                 | -                 | -               |
| 1994/95   | Paço (2)               | -                                | -                  | -                  | -               | -                 | -                 | -               |
| 1993/94   | Tourizense (1)         | -                                | -                  | -                  | -               | -                 | -                 | -               |
| 1992/93   | Paço (1)               | -                                | -                  | -                  | -               | -                 | -                 | -               |
| 1991/92   | Brasfemes (1)          | -                                | -                  | -                  | -               | -                 | -                 | -               |
| 1990/91   | Sourense (2)           | -                                | -                  | -                  | -               | -                 | -                 | -               |
| 1989/90   | Ala-Arriba (2)         | -                                | -                  | -                  | -               | -                 | -                 | -               |
| 1988/89   | Tabuense (2)           | -                                | -                  | -                  | -               | -                 | -                 | -               |
| 1987/88   | Não se realizou        | -                                | -                  | -                  | -               | -                 | -                 | -               |
| 1986/87   | Sourense (1)           | -                                | -                  | -                  | -               | -                 | -                 | -               |
| 1985/86   | Mirandense (1)         | -                                | -                  | -                  | -               | -                 | -                 | -               |
| 1984/85   | Oliv. Hospital (1)     | -                                | -                  | -                  | -               | -                 | -                 | -               |
| 1983/84   | Lousanense (2)         | -                                | -                  | -                  | -               | -                 | -                 | -               |
| 1982/83   | Marialvas (2)          | -                                | -                  | -                  | -               | -                 | -                 | -               |
| 1981/82   | AD Poiares (1)         | -                                | -                  | -                  | -               | -                 | -                 | -               |
| 1980/81   | Quiaios (2)            | -                                | -                  | -                  | -               | -                 | -                 | -               |
| 1979/80   | Esperança Atlético (2) | -                                | -                  | -                  | -               | -                 | -                 | -               |
| 1978/79   | Marialvas (1)          | -                                | -                  | -                  | -               | -                 | -                 | -               |
| 1977/78   | Quiaios (1)            | -                                | -                  | -                  | -               | -                 | -                 | -               |
| 1976/77   | Tocha (1)              | -                                | -                  | -                  | -               | -                 | -                 | -               |
| 1975/76   | Não se realizou        | -                                | -                  | -                  | -               | -                 | -                 | -               |
| 1974/75   | Tabuense (1)           | -                                | -                  | -                  | -               | -                 | -                 | -               |
| 1973/74   | Esperança Atlético (1) | -                                | -                  | -                  | -               | -                 | -                 | -               |
| 1972/73   | Lousanense (1)         | -                                | -                  | -                  | -               | -                 | -                 | -               |
| 1971/72   | Febres (1)             | -                                | -                  | -                  | -               | -                 | -                 | -               |
| 1970/71   | Eirense (1)            | -                                | -                  | -                  | -               | -                 | -                 | -               |
| 1969/70   | Norte e Soure (1)      | -                                | -                  | -                  | -               | -                 | -                 | -               |
| 1968/69   | Ala-Arriba (1)         | -                                | -                  | -                  | -               | -                 | -                 | -               |

Títulos distritais
- Lousanense - 4
- Marialvas - 4
- Oliv. Hospital - 4
- Ala-Arriba - 3
- Sourense - 3
- Vigor Mocidade - 3
- AD Nogueirense - 3
- Mirandense - 3
- Tabuense - 3
- Tourizense - 3
- Quiaios - 2
- Carapinheirense - 2
- Paço - 2
- Tocha - 2
- Esperança Atlético - 2
- Condeixa - 1
- Académica SF - 1
- Poiares - 1
- Norte e Soure - 1
- Febres - 1
- Eirense - 1
- Gândara - 1
- Brasfemes - 1
- Penelense - 1
- União 1919 - 1
- Naval - 1

## Competições jovens da AF Coimbra
| Temporada | Junior (Sub 19) | Taça Junior     | Supertaça Junior | Juvenil (Sub 17) | Taça Juvenil    | Supertaça Juvenil | Iniciado (Sub 15) | Taça Iniciados       | Supertaça Iniciados | Iniciado (Sub 14) |
| --------- | --------------- | --------------- | ---------------- | ---------------- | --------------- | ----------------- | ----------------- | -------------------- | ------------------- | ----------------- |
| 2024/25   | Naval           | Académica       | Naval            | Academica        |                 | Não se realizou   |                   | Oliveira do Hospital | Não se realizou     | Ançã FC           |
| 2023/24   | Marialvas       | Ançã FC         | Marialvas        | Ançã FC          | Ançã FC         | Não se realizou   | Vigor Mocidade    | Vigor Mocidade       | Não se realizou     | -                 |
| 2022/23   | Académica-SF    | Vigor Mocidade  | Académica-SF     | Lousanense       | União 1919      | Não se realizou   | Ançã Fc           | Vigor Mocidade       | Não se realizou     | -                 |
| 2021/22   | Condeixa        | União 1919      | Condeixa         | Ançã Fc          | Académica-SF    | Ançã Fc           | Casaense          | Condeixa             | Casaense            | -                 |
| 2020/21   | Oliv. Hospital  | Não se realizou | Não se realizou  | União FC         | Não se realizou | Não se realizou   | Marialvas         | Não se realizou      | Não se realizou     | -                 |
| 2019/20   | Cancelado       | Cancelado       | Cancelado        | Cancelado        | Cancelado       | Cancelado         | Cancelado         | Cancelado            | Cancelado           | -                 |
| 2018/19   | Tourizense      | Não se realizou | -                | Marialvas        | Não se realizou | -                 | União 1919        | Não se realizou      | -                   | -                 |
| 2017/18   | Naval           | Lousanense      | -                | Naval            | Eirense         | -                 | Marialvas         | Académica            | -                   | -                 |
| 2016/17   | União FC        | Académica-SF    | -                | Académica-SF     | Vigor Mocidade  | -                 | Eirense           | Naval                | -                   | -                 |
| 2015/16   | Eirense         | Naval           | -                | Eirense          | Vigor Mocidade  | -                 | Académica-SF      | Académica-SF         | -                   | -                 |
| 2014/15   | Naval           | -               | -                | Naval            | -               | -                 | Vigor Mocidade    | -                    | -                   | -                 |
| 2013/14   | Vigor Mocidade  | -               | -                | Eirense          | -               | -                 | Lousanense        | -                    | -                   | -                 |
| 2012/13   | Tocha           | -               | -                | Académica        | -               | -                 | Naval             | -                    | -                   | -                 |
| 2011/12   | Vigor Mocidade  | -               | -                | Lousanense       | -               | -                 | Cernache          | -                    | -                   | -                 |
| 2010/11   | União 1919      | -               | -                | Tourizense       | -               | -                 | Eirense           | -                    | -                   | -                 |
| 2009/10   | Tourizense      | -               | -                | Vigor Mocidade   | -               | -                 | Académica SF      | -                    | -                   | -                 |
| 2008/09   | Adémia          | -               | -                | União 1919       | -               | -                 | Marialvas         | -                    | -                   | -                 |
| 2007/08   | Lousanense      | -               | -                | Marialvas        | -               | -                 | Tourizense        | -                    | -                   | -                 |
| 2006/07   | Tourizense      | -               | -                | Tourizense       | -               | -                 | Poiares           | -                    | -                   | -                 |
| 2005/06   | União FC        | -               | -                | Naval            | -               | -                 | Marialvas         | -                    | -                   | -                 |
| 2004/05   | Vigor Mocidade  | -               | -                | União 1919       | -               | -                 | Oliv. Hospital    | -                    | -                   | -                 |
| 2003/04   | Naval           | -               | -                | Naval            | -               | -                 | Esperança         | -                    | -                   | -                 |

## Clubes nos escalões nacionais
Na época 2025–26, a Associação de Futebol de Coimbra tinha os seguintes representantes nos campeonatos nacionais:
- Na Liga 3: Académica de Coimbra.
- No Campeonato de Portugal: Naval 1º de Maio , Os Marialvas, Oliveira do Hospital.
- Na Divisão de Elite: Associação Académica de Coimbra SF, Associação Desportiva Nogueirense, Ançã Futebol Clube, Clube de Futebol União de Coimbra e Grupo Desportivo Tourizense.

## Ligações Externas
- https://resultados.fpf.pt/Competition/GetCompetitionsByAssociation?associationId=222&seasonId=102